# Rapin Hirik

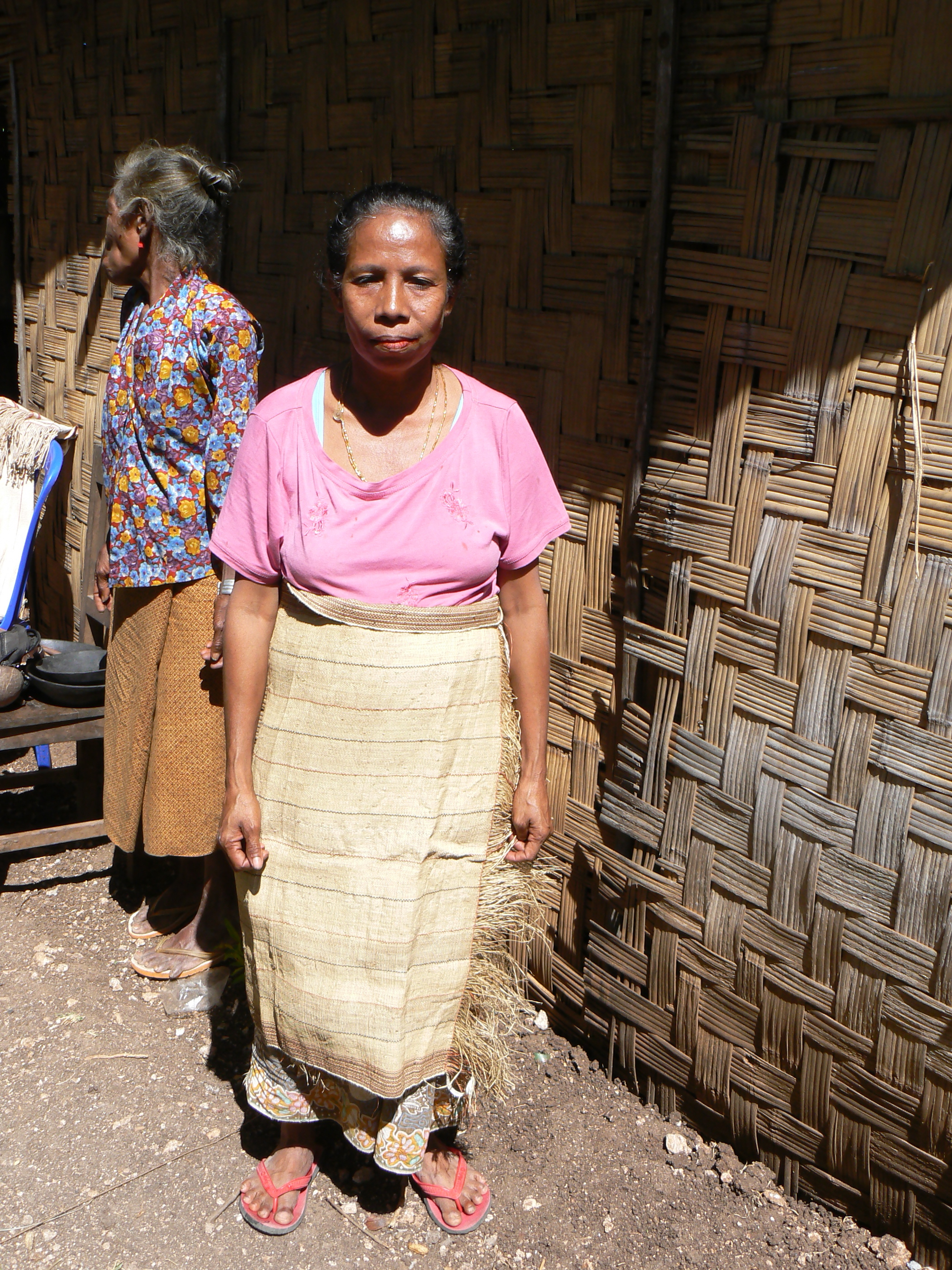
Frau in Macadade mit selbstgewebtem Rock aus Rapin Hirik

Rapin Hirik ist ein Stoff aus Palmblätterfasern, der nur in Macadade auf der zu Osttimor gehörenden Insel Atauro hergestellt wird und traditionell für die Kleidung der Einwohner der Insel verwendet wurde.
Der Name stammt aus der Sprache Raklungu. „Rapin“ bedeutet auf Deutsch „Tuch“ und „hirik“ heißt „Palme“. Erst zu Beginn der indonesischen Besatzungszeit 1975 verschwand das Material aus dem Alltag und man wechselte zu importierten Textilien aus industrieller Produktion. Heute werden die traditionellen Kleider noch bei kulturellen Veranstaltungen verwendet. Um das Wissen über die Herstellung zu bewahren, gründete sich 2020 auf Atauro die Gruppe Rapin Hirik. Zwölf Frauen stellen den Stoff aus der lokalen Palme her, auch um das Einkommen ihrer Familien zu verbessern. Die Stoffe kosten zwischen 10 und 150 Dollar (2022) und werden über die Kooperative Boneca de Ataúro verkauft.
Für die Herstellung der Fasern wird das noch grüne Rohmaterial der Palme entnommen. Es wird gewaschen und mindestens einen Tag lang getrocknet. Dann wird es in Streifen geschnitten und gebündelt, um gewebt zu werden. Einige dieser Streifen werden dann erhitzt, um gefärbt zu werden.